# Leo Gudas
Leo Gudas (* 20. května 1965, Bruntál) je český hokejový trenér a bývalý obránce.

## Trenérská kariéra
Později se vydal na trenérskou práci, kromě nižších soutěží působil v extralize jako asistent trenéra Jiřího Šejby, později Jaromíra Šindela a nakonec Jana Tlačila v BK Mladá Boleslav, z té byl však 26. října 2010 odvolán. V lednu 2011 se stal asistentem trenéra v druholigovém HC Most, kterému se nakonec podařil postup do 1. ligy.
Od ledna 2012 působil jako sportovní manažer v Chomutově, kde navíc v závěru ročníku 2011/2012 zastával i roli asistenta trenéra. V té nakonec dosáhl největšího úspěchu své kariéry, mužstvo s hlavním koučem Jiřím Doležalem a druhým asistentem Stanislavem Mikšovicem dovedl do baráže, ve které porazilo Mladou Boleslav 4:3 na zápasy a slavilo tak postup do nejvyšší soutěže. V dubnu 2013 avizovalo vedení klubu konec spolupráce.

## Ocenění a úspěchy
- 1991 SM-l – All-Star Tým
- 1991 SM-l – Trofej Mattiho Keinonena
- 1991 SM-l – Nejlepší nahrávač mezi obránci v playoff
- 1991 SM-l – Nejproduktivnější obránce v playoff

## Klubová statistika
| Sezóna        | Klub                  | Soutěž        |     | Základní část | Základní část | Základní část | Základní část | Základní část |   | Play off | Play off | Play off | Play off | Play off |
| Sezóna        | Klub                  | Soutěž        | Z   | G             | A             | B             | TM            | Z             | G | A        | B        | TM       |          |          |
| 1981–82       | TJ PS Stadion Liberec | 1.ČSHL        | —   | —             | —             | —             | —             | —             | — | —        | —        | —        |          |          |
| 1982–83       | TJ PS Stadion Liberec | 1.ČSHL        | —   | —             | —             | —             | —             | —             | — | —        | —        | —        |          |          |
| 1983–84       | TJ Sparta ČKD Praha   | ČSHL          | 35  | 0             | 2             | 2             | 18            | —             | — | —        | —        | —        |          |          |
| 1984–85       | TJ Sparta ČKD Praha   | ČSHL          | 36  | 1             | 3             | 4             | 24            | —             | — | —        | —        | —        |          |          |
| 1985–86       | ASD Dukla Jihlava B   | 1.ČSHL        | 41  | 6             | 12            | 18            | —             | —             | — | —        | —        | —        |          |          |
| 1986–87       | ASVŠ Dukla Trenčín    | ČSHL          | 31  | 3             | 3             | 6             | 50            | —             | — | —        | —        | —        |          |          |
| 1987–88       | TJ Sparta ČKD Praha   | ČSHL          | 46  | 4             | 11            | 15            | 95            | —             | — | —        | —        | —        |          |          |
| 1988–89       | TJ Sparta ČKD Praha   | ČSHL          | 37  | 7             | 12            | 19            | 41            | —             | — | —        | —        | —        |          |          |
| 1989–90       | TJ Sparta ČKD Praha   | ČSHL          | 55  | 11            | 17            | 28            | 92            | —             | — | —        | —        | —        |          |          |
| 1990–91       | JYP                   | SM-l          | 44  | 10            | 19            | 29            | 60            | 7             | 2 | 6        | 8        | 8        |          |          |
| 1991–92       | JYP                   | SM-l          | 44  | 5             | 17            | 22            | 80            | 8             | 1 | 1        | 2        | 6        |          |          |
| 1992–93       | EC Hedos München      | 1.GBun        | 42  | 4             | 22            | 26            | 91            | —             | — | —        | —        | —        |          |          |
| 1992–93       | HC Sparta Praha       | ČSHL          | 9   | 0             | 1             | 1             | —             | —             | — | —        | —        | —        |          |          |
| 1993–94       | HC Sparta Praha       | ČHL           | 4   | 1             | 0             | 1             | 6             | 2             | 0 | 0        | 0        | 6        |          |          |
| 1993–94       | EHC Biel-Bienne       | NLA           | 11  | 0             | 3             | 3             | 6             | —             | — | —        | —        | —        |          |          |
| 1994–95       | Spektrum Flyers       | NEL           | —   | —             | —             | —             | —             | —             | — | —        | —        | —        |          |          |
| 1995–96       | HC Kometa Brno BVV    | ČHL           | 35  | 3             | 12            | 15            | 100           | —             | — | —        | —        | —        |          |          |
| 1996–97       | IF Troja/Ljungby      | 1.Div.        | 28  | 5             | 5             | 10            | 55            | 10            | 1 | 3        | 4        | 16       |          |          |
| 1997–98       | IF Troja/Ljungby      | 1.Div.        | 31  | 6             | 8             | 14            | 34            | 10            | 2 | 0        | 2        | 24       |          |          |
| 1998–99       | Augsburger Panther    | DEL           | 49  | 4             | 12            | 16            | 56            | —             | — | —        | —        | —        |          |          |
| 1999–00       | Augsburger Panther    | DEL           | 54  | 2             | 7             | 9             | 83            | 3             | 0 | 0        | 0        | 4        |          |          |
| 2000–01       | Heilbronner EC        | 2.BL          | 41  | 5             | 4             | 9             | 58            | 9             | 2 | 1        | 3        | 46       |          |          |
| 2001–02       | Heilbronner EC        | 2.BL          | 33  | 2             | 13            | 15            | 50            | 5             | 0 | 1        | 1        | 8        |          |          |
| 2002–03       | HC Berounští Medvědi  | 1.ČHL         | 14  | 0             | 1             | 1             | 6             | —             | — | —        | —        | —        |          |          |
| Celkem v ČSHL | Celkem v ČSHL         | Celkem v ČSHL | 249 | 26            | 49            | 75            | 320           | —             | — | —        | —        | —        |          |          |
| Celkem v SM-l | Celkem v SM-l         | Celkem v SM-l | 88  | 15            | 36            | 51            | 140           | 15            | 3 | 7        | 10       | 14       |          |          |
| Celkem v DEL  | Celkem v DEL          | Celkem v DEL  | 103 | 6             | 19            | 25            | 139           | 3             | 0 | 0        | 0        | 4        |          |          |

## Reprezentace
| Rok                       | Tým                       | Soutěž                    | Z  | G | A  | B  | TM |
| ------------------------- | ------------------------- | ------------------------- | -- | - | -- | -- | -- |
| 1983                      | Československo 18         | MEJ                       | —  | — | —  | —  | —  |
| 1985                      | Československo 20         | MSJ                       | 7  | 1 | 3  | 4  | 14 |
| 1989                      | Československo            | MS                        | 9  | 0 | 3  | 3  | 8  |
| 1990                      | Československo            | MS                        | 6  | 2 | 1  | 3  | 10 |
| 1991                      | Československo            | MS                        | 3  | 1 | 0  | 1  | 4  |
| 1991                      | Československo            | KP                        | 5  | 1 | 0  | 1  | 10 |
| 1992                      | Československo            | MS                        | 8  | 0 | 3  | 3  | 16 |
| 1992                      | Československo            | OH                        | 8  | 0 | 2  | 2  | 6  |
| 1993                      | Česko                     | MS                        | 8  | 1 | 2  | 3  | 12 |
| Seniorská kariéra celkově | Seniorská kariéra celkově | Seniorská kariéra celkově | 47 | 5 | 11 | 16 | 66 |